# Motor diésel marino

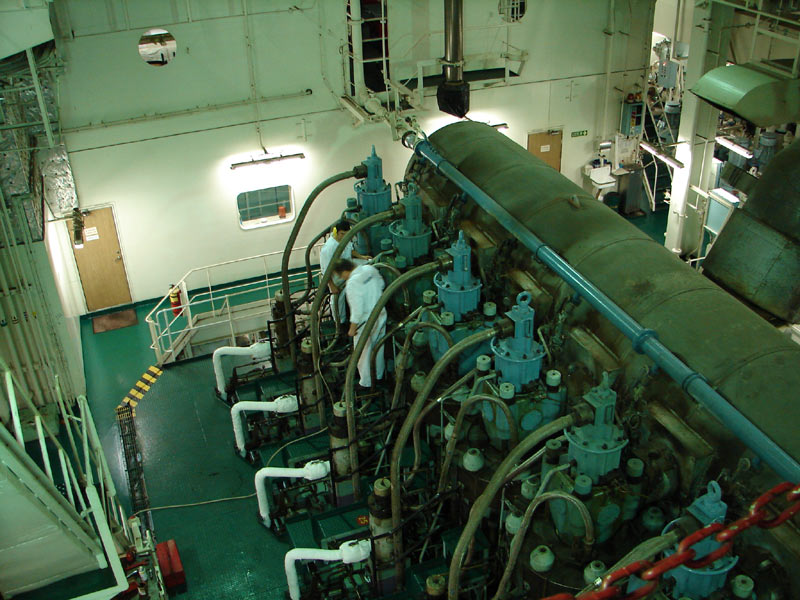
Culata de un motor MAN B & W de 8 cilindros y dos tiempos (petrolero Algarve

El motor diésel marino se refiere a un motor diésel que sirve como el motor principal o auxiliar en un barco. 
Existen dos grandes grupos los utilizados en la marina comercial o militar, que suelen ser grandes motores diseñados a propósito con ese fin. Motores idénticos o similares se emplean también estacionarios en centrales energéticas, especialmente en el Tercer Mundo o en las islas y otros lugares remotos, y también se utilizan como generadores de emergencia para hospitales, bancos, centros de datos y centrales nucleares. Los motores de tamaño mediano también se han empleado directamente, o con alguna pequeña modificación, para la propulsión de locomotoras diésel.
Otro grupo son los motores para barcos pequeños o embarcaciones y se utilizan pequeños motores diésel, con características son muy similares a las de los motores de vehículos terrestres pero con alguna modificación para adaptarlos al ambiente marítimo.
Los motores diésel marinos pueden funcionar con gasóleo, aceite pesado combustible o, más recientemente, con gas natural. Hasta el final de 2006 fue también la orimulsión como combustible. El término "diésel" se refiere al proceso de trabajo, que, por definición, por la succión de aire, cuya compresión con calefacción concomitante y encendido caracterizado por la inyección del combustible.

## Historia
El primer buque que empleó un motor diésel como propulsor fue el petrolero fluvial ruso Vandal botado en 1903. En 1915 el buque alemán Fritz fue el primer buque mercante con motores diésel de dos tiempos de doble efecto.

## Requisitos
- Los requisitos de seguridad de funcionamiento y fiabilidad son mucho más altos que los utilizadas en vehículos o motores diésel estacionarios. Si el motor de un buque falla, al disminuir la velocidad las órdenes al timón no tienen efecto por lo que el buque se encuentra en una situación más difícil de manejar. En mar gruesa, la nave puede quedar atravesada a las olas y estar bajo peligro. Al menos incurrir en gastos elevados para el salvamento y el daño a la carga, e incluso el naufragio con la pérdida total del buque.
- De gran importancia es una larga vida con los costos de operación a largo plazo ( en inglés TCO ) reducidos al mínimo. Además, la reparación o la sustitución del motor es una inversión importante, como el desmantelamiento de estructuras, cubiertas superiores o laterales. Esto a su vez conduce a largas estancias en el dique durante los cuales el buque no se encuentre disponible.
- Un motor debe poder proporcionar una elevada potencia continua, es decir, realizar largas distancias a la velocidad de crucero.
- Un bajo consumo de combustible es importante, ya que el aumento del precio del petróleo, el precio del fuel oil pesado no han dejado subir significativamente. Un motor diésel marino actual (2012) lograr el consumo específico de menos de 180 g/kWh.
- Relativo bajo precio potencia entregada con respecto al precio de compra.
- El estado de la técnica permite un alto grado de automatización. Los motores marinos son cada vez más operaciones sin supervisión, abajo, de modo que las alarmas y otros eventos procesados electrónicamente y el oficial de guardia o ingeniero debe actuar una forma apropiada. En caso de que surja un peligro, la máquina se para automáticamente y se reduce la carga. Sin embargo, las alarmas y paradas también se pueden ignorar si la situación lo requiere (parar / anular).[1] Además, las instalaciones de motores marinos tienen en su mayoría capacidad de arranque autógeno, al menos un generador diésel en caso de emergencia se puede arrancar completamente de forma manual, para que luego de alimentación para el funcionamiento del motor principal está disponible.
- Para los motores interiores de barcos, especialmente los barcos de vela, incluso los de muy baja potencia se utilizan casi exclusivamente los motores diésel, debido a que el combustible diésel a diferencia de la gasolina no produce vapores tóxicos y explosivos, que pueden desprenderse del depósito y plantear un riesgo de explosión al arranque. Las salas de máquinas de los buques equipados con motores de gasolina deberán estar equipados con ventiladores que limpien la atmósfera que debe encenderse mucho antes de que arranque el motor. Para los motores diésel, estas disposiciones no son necesarias, por lo tanto - aparte de un breve precalentamiento - siempre están listo para ir.

## Tipos
Dependiendo del tamaño del buque y tipo de motores diésel de accionamiento de diferentes tipos se utilizan, están generalmente equipados con un turbocompresor.
- Para medianos y grandes buques de carga, tales como petroleros , graneleros y portacontenedores venir corredores lentos utilizados. El rango de velocidad de estos motores es de entre 60 y 250 revoluciones por minuto. Trabajan en operación de dos tiempos con una comparativamente baja compresión, son reversibles y actúan directamente sobre la hélice. Por lo que no es necesario un engranaje de reducción de velocidad. Hay versiones de 4 a 14 cilindros de hasta 100 MW. Las oscilaciones a bajas velocidades son menores que en los otros tipos.
- Velocidad media, motores diésel de cuatro tiempos con un rango de velocidad de hasta 1200 revoluciones por minuto son principalmente de pequeñas y medianas dimensiones, empleados los buques de carga, buques de pasaje y en buques de guerra. Dependiendo del tamaño de la serie o como motor en V que tiene hasta 20 cilindros. La perforación de hasta 640 mm velocidad de pistón, a 11 m/s, y una potencia de 100 a 2150 kW. Estos motores requieren un engranaje reductor o generadores de accionamiento para la propulsión diésel-eléctrico de los cruceros como propulsores azimutales, a menudo en combinación con hélices de paso variable o de propulsión de chorro de agua. Otro uso importante de los motores diésel turboalimentados este tipo es la producción de electricidad a bordo. La llamada unidad generador diésel auxiliar que gira a una velocidad única constante. (Ejemplo: 1800 rpm de velocidad del motor de generadores de cuatro polos para producir corriente alterna de 60 ciclos).
- Alta velocidad de hasta 2000 rpm se pueden dar en la navegación interior y en los náutica deportiva y de recreo.

## Construcción

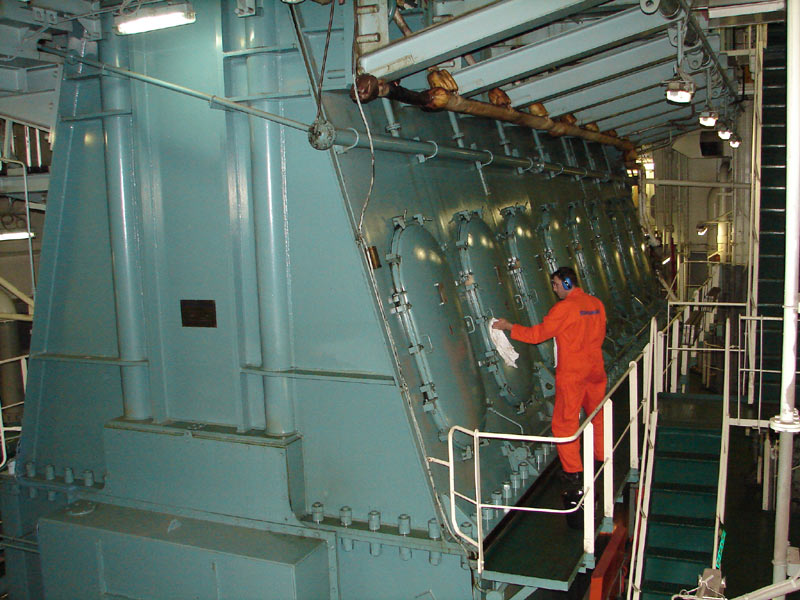
Cárter de un motor MAN B & W de 8 cilindros y dos tiempos (petrolero Algarve

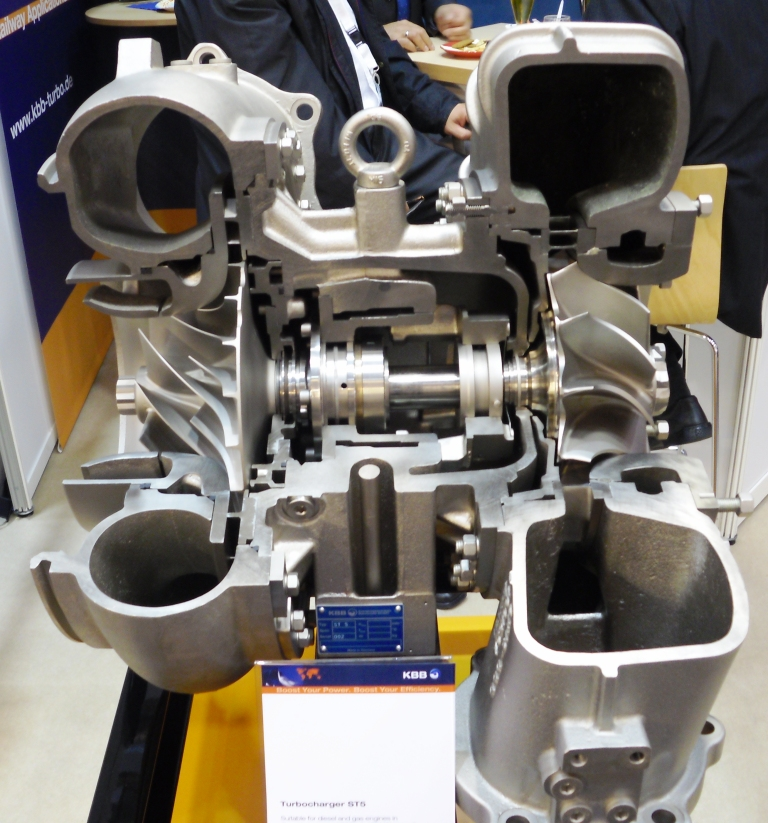
Sección de un turbocompresor de gases de escape de un motor diésel auxiliar

- Los motores se distinguen por su principio de funcionamiento y según la disposición de su cilindro. Dos carreras se construyen siempre como una máquina de la serie (excepto como el motor de pistones opuestos, por ejemplo el Napier Deltic).
- En motores diésel de propulsión marina grande son generalmente a baja velocidad de 2 tiempos motores con cruceta, que se construyen como motores en línea de 5 a 14 de cilindros. Los grandes motores de 2 tiempos con cruceta deban calentar las líneas de combustible. Los inyectores y las bombas son especiales ya están usando aceite combustible pesado (HFO, de inglés Heavy Fuel Oil). Los motores más antiguos se ponían en marcha con combustible diésel y se cambiaba al petróleo pesado sólo en el mar. Marchan generalmente lenta acoplados directamente al eje de la hélice. El sentido de giro del motor puede cambiarse, para lo cual el motor debe pararse. Para invertir el motor, el árbol de levas puede ser movido hidráulicamente o neumáticamente, o ajustar los rodillos seguidores sobre el otro flanco de la leva de inyección y el motor se arranca. Los grandes diésel modernos se fabrican parcialmente sin árbol de levas de modo que elimina el proceso de reversión de esta forma.
- A medida que la máquina principal en grandes barcos de contenedores, cargueros de mineral, petroleros y cisterna se utilizan motores en línea con hasta 14 cilindros, con diámetro del cilindro de hasta 1,08 m y carreras de hasta 3,10 m, con potencias de hasta 100 MW ( MAN Diesel 14K108ME-C ). Este motor mide 32,65 metros de largo, 13,80 metros de alto y tiene un peso de 2828 toneladas. Con de más de 100.000 litros de aceite lubricante. Este motor diésel marino dispone de un turbocompresor para aumentar la eficiencia y la potencia específica. Puede tener una vida de más de 20 años, que es llegar a cerca de 150.000 horas de funcionamiento. El motor más grande en la actualidad (2012) es el Wärtsilä - Sulzer 14RTFLEX96 - C.
- Los motores de cuatro tiempos durante mucho tiempo también puede ser operado con la demanda de petróleo pesado, pero necesitan un engranaje en el tren de transmisión, pues la hélice requiere una velocidad significativamente menor. Hay motores de cuatro tiempos como una serie y como motores V-tipo , así como en algunos arreglos exóticos, tales como motores radiales (seis estrellas, cada una con siete cilindros de una fila) para lanchas rápidas.

Para aplicaciones fijas también son interesantes motores de cuatro tiempos alimentado por un depósito de gas natural licuado. Desde hace algún tiempo, varios fabricantes de motores ofrecen los llamados motores de combustible doble (DF). En cuanto a motores de cuatro tiempos, sin embargo, vendrá en un futuro próximo, un motor de dos tiempos en el mercado. El gas es por medio de una inyección piloto con combustible diésel se enciende. La proporción de combustible diésel en el proceso de combustión es sólo alrededor de 1%, el resto de la energía se extrae del gas. Además, el motor está en una posición para quemar también el combustible diésel como combustible principal. Este método tiene la ventaja de que un metanero puede utilizar durante el viaje con carga el "gas que hierve" y durante el viaje en lastre combustible diésel. Motores de triple combustible están en desarrollo, estos motores también están en una posición para quemar el aceite pesado.

### Motores en línea

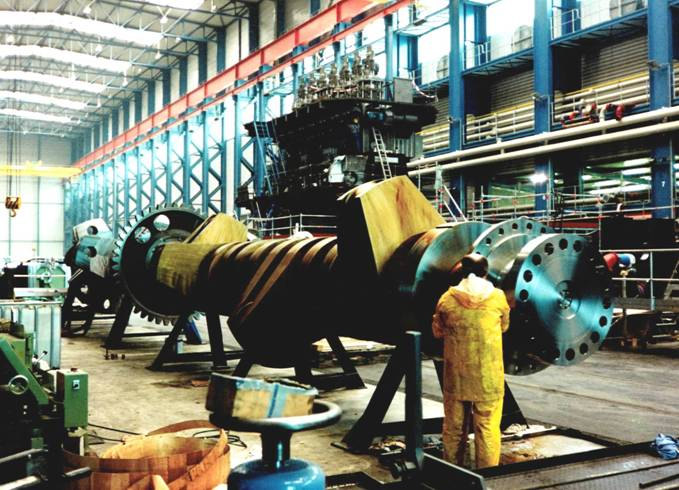
Cigüeñal de un motor de dos tiempos marcha de lenta

Los motores en línea cilindros están dispuesto uno después del otro (en serie). El número del cilindro se empieza a contar desde el lado del volante de inercia.

### Motores en V
En el motor en V los cilindros, o los bancos de cilindros, forman un ángulo entre sí de entre 15 ° y 180 °, pero usualmente 40 a 90 ° (de acuerdo con el número de cilindros), y - si las dos bielas directamente actúan sobre el mismo gorrón del cigüeñal - están ligeramente desplazadas.
Para motores en V, las bielas de los pares de cilindros deben conectarse al cigüeñal de forma independiente aunque vayan al mismo gorrón. Ocasionalmente sólo una de las bielas de un par de cilindros se acopla directamente a la muñequilla del cigüeñal, la biela del segundo cilindro, que es ligeramente más corta, está articulado sobre la otra.

## Transmisión
Existen principalmente tres formas de transmitir la potencia del motor a la hélice.

### Reductora
Aplicación particularmente en motores de alta y media velocidad, en el que se debe reducir la velocidad del motor para adecuarla a la de la hélice. Los engranajes se utilizan con acoplamientos conmutable y tomas de fuerza para el generador del buque. En motores no reversibles existe engranaje de inversión destinados a invertir la rotación de la hélice. También existen combinaciones de engranajes y hélices. A menudo, los motores de la nave a través de acoplamientos (por ejemplo, el diseño de Vulkan "Rato") o juntas flexible a la caja de cambios. Entonces se pueden evitar las transmisión de las vibraciones resultantes. La unidad esta "desconectada".

### Eléctrica
El accionamiento diésel-eléctrico, generalmente un motor de cuatro tiempos, mueve un generador. El actual proporciona energía para el motor de tracción, que a su vez mueve las hélices. Existe una variante particular el sistema de multi-motor, habitual en buques de pasajeros. Las unidades generadoras individuales se pueden instalar en cualquier punto de la nave. También generan energía para la operación del hotel, que en los buques de pasaje constituye una parte importante de la demanda total de energía. Los generadores se puede apagar y encender de forma individual. Es posible el mantenimiento y la reparación de una máquina mientras el buque navega en el mar. Hélice dirección de rotación y la velocidad son la velocidad del motor de combustión interna de forma independiente, de manera que el motor de combustión interna puede trabajar en los rangos de más alta eficiencia. Debido a las pérdidas en la producción y transformación de la energía eléctrica, la eficiencia global es algo peor que en el accionamiento directo.
Por ejemplo: el Queen Elizabeth 2 de la Cunard Line: en la década de 1980 se reconvirtió de emplear turbina de vapor a diésel. Nueve máquinas MAN 9L58/64 (9 cilindros en línea 580 mm de diámetro, 640 mm de carrera) de alrededor de 1200 kW por cilindro para impulsar dos generadores de 44 MW de GEC Alstom - Dos Motores de tracción con hélices. Además de la hélice de paso variable una forma especial de un recién desarrollado POD .

## Aspectos medioambientales
Gran parte del comercio mundial se realiza por vía marítima. Con el fin de reducir la contaminación de los mares y el aire es necesario la emisión cada vez menor. Por la Organización Marítima Internacional  (una organización de la ONU) aprobó nuevas directrices en el futuro más estrictas límites en la emisión de contaminantes que se cumplan ciertas (incluyendo, en particular los óxidos de nitrógeno que se traducen en disminución de la temperatura de combustión.) Además, una limitación indirecta de las emisiones de dióxido de azufre por parte de los nuevos límites del azufre que se encuentra en el combustible. La Comisión Europea publicó el 15 de julio de 2011, una "Propuesta de Directiva del Parlamento Europeo y del Consejo que modifica la Directiva 1999/32/CE en lo relativo al contenido de azufre de los combustibles para uso marítimo". La iniciativa del empresario británico Richard Branson creó la base de datos Shippingefficiency para comparar los tipos diferentes de buques. El objetivo es que en el futuro los puertos gradúen sus cuotas de acuerdo a las emisiones.